# Distretto di Naw Zad
Il distretto di Nawzad è un distretto dell'Afghanistan situato nella provincia dell'Helmand. La popolazione, interamente Pashtun, veniva stimata nel 2002 in 51.170 abitanti. Capoluogo del distretto è il villaggio di Nawzad; vi sono poi altri 14 villaggi importanti e più di 100 piccoli insediamenti.